# Voves
Voves település Franciaországban, Eure-et-Loir megyében. Lakosainak száma 3265 fő (2018. január 1.). Voves Rouvray-Saint-Florentin, Villeneuve-Saint-Nicolas, Viabon és Fains-la-Folie községekkel határos.

## Népesség
A település népessége az elmúlt években az alábbi módon változott:
| Lakosok száma | 2352 | 2506 | 2619 | 2785 | 2928 | 2910 | 3164 | 4082 | 3296 | 3265 |
|               | 1962 | 1968 | 1975 | 1990 | 1999 | 2008 | 2013 | 2016 | 2017 | 2018 |